# Юропиън Еър Чартър
Юръпиън Еър Чартър (до май 2021 г. позната като Българиан Еър Чартър) е лицензирана българска чартърна авиокомпания, създадена през юни 2000 г.. От 2016 г. са въведени в експлоатация десет самолета McDonnell Douglas MD-82 и седем Airbus A320, с които извършва предимно превози на летовници до Варна и Бургас.

## Дестинации
Български чартърни авиолинии. Провеждат чартърни полети до:
| Държава    | Град                                                                                         |
| ---------- | -------------------------------------------------------------------------------------------- |
| Армения    | Ереван                                                                                       |
| Австрия    | Виена, Грац                                                                                  |
| Бахрейн    | Манама                                                                                       |
| България   | София, Пловдив, Варна, Бургас                                                                |
| Германия   | Берлин, Кьолн/Бон, Дюселдорф, Дрезден, Франкфурт, Хамбург, Хановер, Лайпциг, Мюнхен, Щутгарт |
| Египет     | Кайро, Хургада, Шарм ел Шейх, Асуан                                                          |
| Израел     | Тел Авив, Ейлат                                                                              |
| Италия     | Олбия                                                                                        |
| Йордания   | Акаба                                                                                        |
| Кабо Верде | Сал                                                                                          |
| Полша      | Варшава, Бидгошч, Катовице, Краков, Лодз, Познан, Жешов, Вроцлав, Гданск                     |
| Словакия   | Братислава                                                                                   |
| Танзания   | Занзибар                                                                                     |
| Турция     | Бодрум, Анталия, Невшехир                                                                    |
| Тунис      | Енфидха, Джерба                                                                              |
| Дания      | Копенхаген, Билунд                                                                           |
| Финландия  | Тампере-Пиркала                                                                              |
| Швеция     | Стокхолм                                                                                     |

Извършват чартърни полети и по договор с туристически агенции.

## Флотилия
Флотът на Юропиън Еър Чартър към юни 2017 г. се състои от 10 самолета MD-82 и 7 Airbus А320 със средна възраст 4 години. В началото се използват самолети Туполев Ту-154M.
| Самолет                 | Брой |
| ----------------------- | ---- |
| McDonnell Douglas MD-82 | 10   |
| Airbus A320             | 7    |
| Общо:                   | 17   |